# Григорий (Хомишин)
Григо́рий Лукич Хоми́шин, другой вариант фамилии — Хомышин (укр. Григорій Лукич Хомишин, пол. Grzegorz Chomyszyn; 25 марта 1867, Гадинковцы — 12 декабря 1947, Киев) — епископ Украинской грекокатолической церкви, видный общественно-политический деятель в истории возрождения украинской государственности. Блаженный Католической церкви.

## Биография
Закончив народную школу в Гадинкивцах и позднее гимназию в Тернополе, продолжил образование на теологическом факультете во львовском университете. Обучался в Высшей Духовной Академии в Вене, после окончания которой получил научное звание доктора теологии. В 1893 году был рукоположён в священника.
С 1902 года по 1904 год исполнял обязанности ректора Духовной семинарии во Львове. 19 июня 1904 года был рукоположён в епископа митрополитом Галицким Андреем Шептицким, Константином Чеховичем и венским архиепископом Иосифом Теодоровичем и назначен епископом Станиславовской епархии. Будучи епископом, обновил религиозную и духовную жизнь в своей епархии, в 1907 году основал семинарию, с 1931—1939 гг. издавал журнал для священников «Добрый Пастырь» и еженедельную газету «Новая Заря», которая благодаря его инициативе стала в дальнейшем органом Украинской католической народной партии. Создавал в приходах своей епархии народные читальни, благотворительные организации для помощи нуждающимся, основывал монастыри и различные католические движения. Призывал украинских политических и общественных деятелей нормализовать отношения с Польшей, выпустив актуальную брошюру «Украинская проблема».
В качестве католического иерарха Григорий Хомишин пытался латинизировать восточно-католический обряд: в 1916 году он хотел ввести григорианский календарь, но, увидев сопротивление верующих, отказался от своего намерения.
В 1931 году Григорий Хомишин в сослужении с епископом-визитатором для русского греко-католического апостолата в Зарубежье Петром Бучисом и итало-албанским владыкой Меле совершил архиерейскую хиротонию Николая Чарнецкого в Риме.
В годы Второй мировой войны Григорий Хомишин открыто выступал против массового истребления евреев, призывал граждан Станислава помогать им и защищать от нацистов. За это был арестован и жестоко избит немцами.
Будучи епископом греко-католической Церкви не принимал, отвергал и открыто осуждал радикальный национализм и террористические акты, утверждая, что это путь против Бога, путь, который может привести украинский народ к деградации и самоуничтожению.
В своем труде «Два Царства» Григорий Хомишин, блаженный епископ Католической Церкви, подвергает острой критике деятельность Львовского митрополита Андрея Шептицкого, в том числе и за поддержку украинского национализма.
В 1945 году Григорий Хомишин был арестован при подготовке ликвидации Украинской грекокатолической церкви, осуждён за «антинародную деятельность» и приговорён к 10 годам заключения. 12 декабря 1947 года Григорий Хомышин умер в киевской тюрьме.

## Прославление
27 июня 2001 года Григорий Хомишин был беатифицирован Римским Папой Иоанном Павлом II во время его посещения Украины.

## Источник
- Енциклопедія українознавства, (в 10 томах), Головний редактор Володимир Кубійович, Париж, Нью-Йорк: Молоде Життя, 1954—1989.
- Ryszard Torzecki, Kwestia ukraińska w Polsce w latach 1923—1929, Kraków 1989, ISBN 83-08-01977-3